# Clytus rhamni
Clytus rhamni je vrsta insekta iz porodice strižibuba (lat. Cerambycidae). Opisao ju  je Germar 1817. godine. Svrstana je u podporodicu Cerambycinae.

## Opis
Telo je dugo 6–12 mm. Glava je crna,a vratni štit (pronotum) crn sa žutim ivicama. Pokrilca (elitre) su crna, sjajna, sa žutim prugama. Noge su tamnobraon boje. Antene su kratke. Larva se razvija dve godine u mrtvom drvetu listopadnog drveća, najčesće bresta. Adulti se uočavaju  na cveću od maja do avgusta.

## Rasprostranjenje
Ova vrsta zastupljena je u većini Južne Evrope, u istočnoj Paleoarktičkoj ekozoni i na Bliskom istoku.

## Status zaštite
LC – mali rizik od izumiranja, Evropska crvena lista saproksilnih tvrdokrilaca

## Literatura
- Dragan Pavićević, Nastas Ilić, Milan Đurić, (2015), Strižibube Srbije, HabiProt